# New York Radical Women
New York Radical Women (NYRW) est un groupe féministe radical de la deuxième vague actif de 1967 à 1969. Malgré sa courte durée de vie, il a été influent dans la définition du féminisme contemporain. Il s'est signalé par la théâtralité de ses actions et s'est particulièrement fait connaître des médias nationaux américains en perturbant en 1968 l'élection de Miss America 1969.

## Origines
Le groupe protestataire a été fondé à New York à la fin de 1967 par l'ancienne star de télévision Robin Morgan, Carol Hanisch (en), Shulamith Firestone et Pam Allen (en). Parmi les premières membres se trouvaient notamment Ros Baxandall (en), Pat Mainardi (en), Irene Pesliskis (en), Kathie Sarachild (en) et Ellen Willis,. Les New York Radical Women venaient de la Nouvelle Gauche et étaient fatiguées de leurs rôles subalternes auprès de leurs camarades masculins des mouvements de défense des droits civiques et anti-guerre,. Les bureaux du Southern Conference Educational Fund (SCEF) que dirigeait Carol Hanisch au début 1968 servirent de quartier général au groupe pour leur réunion hebdomadaire.

## Actions publiques notables
La première action publique des New York Radical Women a lieu le 15 janvier 1968 lors de la marche contre la guerre du Vietnam d'une coalition de groupes militants féminins nommée la Brigade Jeannette Rankin,,. Considérant que dans cette marche les participantes restaient dans un rôle traditionnel de femme éplorée, les membres du groupe ont mené un événement alternatif, un « enterrement de la féminité traditionnelle », qui s'est tenu au cimetière national d'Arlington. C'est à cette occasion que Kathie Sarachild a créé le slogan « Sisterhood is powerful » qui sera le titre d'une anthologie d'écrits féministes réunis par Robin Morgan.
Le groupe organise ensuite le 7 septembre 1968 à Atlantic City  une manifestation contre Miss America (en) qui fera connaître le mouvement de libération des femmes auprès du grand public. Le communiqué de presse titré  « No more Miss America ! » expliquera leurs revendications en dix points critiquant : le modèle de bimbo décérébrée (Mindless-Boob-Girlie), le racisme du concours, la transformation des Miss en mascottes pour les armées et le commerce, une logique compétitive délétère, des femmes prises comme produit jetable changées d'une année sur l'autre, l'alliance des images de la « madonne » et de la  « putain » (Madonna-Whore Combination), la valorisation d'un conformisme féminin docile, celui d'un idéal limité à être Miss, le concours exerçant un contrôle de la pensée sur les femmes en mode  « Big Sister is watching you ».
À l'extérieur, les manifestantes défilent avec pancarte, distribuent des tracts dont « No more Miss America ! », couronnent un mouton comme dans des foires animales et mettent en place une « poubelle de la liberté » où sont jetés divers « instruments de torture des femmes » tels que produits de beauté, de ménage, corsets et soutiens-gorge ou encore des magazines dits  « féminins » ou des Playboy. L'intention était de les brûler mais les autorités l'interdiront. Des comptes-rendus de presse parleront néanmoins de soutiens-gorge brûlés, acte qui deviendra un trope des images du féminisme,. À l'intérieur, quatre militantes perturbent le discours d'adieu de la Miss America sortante en affichant une banderole « Women's Liberation » au cri de « Women's Liberation ! »  et « No more Miss America ! »
Sur cette action, Carol Hanisch (en) dira plus tard : « Jusqu'alors, nous n'avions pas encore fait beaucoup d'actions. Nous étions un tout petit mouvement. C'était assez courageux de le faire. Miss America était un événement iconique américain. Qui oserait le critiquer ? [...] Les médias ont repris la partie soutien-gorge. Je dis souvent que s'ils nous avaient appelés "brûleuses de gaines", toutes les femmes en Amérique se seraient précipitées pour nous rejoindre. »

## Dissolution
En 1969, des différences idéologiques divisent le groupe en une faction féministe radicale et une faction féministe socialiste (ou « politico »). La tension grandit entre les deux groupes jusqu'en janvier 1969, date à laquelle l'organisation est dissoute. Des féministes socialistes comme Robin Morgan iront former Women's International Terrorist Conspiracy from Hell (WITCH), tandis que des féministes radicales dirigées par Shulamith Firestone et Ellen Willis lanceront Redstockings (en),.

## Publications
L'organisation a compilé et publié des textes féministes dans Notes from the First Year (1968), suivi de Notes from the Second Year (1970). Principles des New York Radical Women a été inclus dans l'anthologie de 1970 La sororité, c'est le pouvoir éditée par Robin Morgan.
Les Notes from the First Year sont basées sur les discours prononcés par des membres et les discussions lors des réunions hebdomadaires de 1968, participant du mouvement de publications miméographées accompagnant l'émergence du nouveau féminisme radical aux États-Unis.Plusieurs de ces textes ont eu un rôle pionnier pour le développement des études sur les femmes et le genre. C'est par exemple le cas de « Le mythe de l'orgasme vaginal (en) » par Anne Koedt (en) qui interroge sans tabou des questions de sexualité et de rapports sociaux.
Les Notes from the Second Year ont répondu à l'attente suscitée par le succès du mouvement. Il a été conçu comme un périodique destiné à présenter de nouvelles idées et clarifier les questions politiques pertinentes. Les articles ont été choisis selon leur importance politique et leur capacité à ouvrir des débats. La publication marque notamment les premières apparitions de théories aux fondements des études sur les femmes et le genre telles que « The Personal Is Political » de Carol Hanisch (en), et « Sexual Politics: A Manifesto for Revolution » de Kate Millett , qui deviendra plus tard une partie de son classique Sexual Politics.